# Àspalis
Àspalis (en grec antic Άσπαλίς), va ser, segons la mitologia grega, una noia de la ciutat de Melitea filla d'Argeu.
Meliteu, un fill de Zeus i de la nimfa Otreis, va ser criat miraculosament per un eixam d'abelles, ja que la seva mare, tement un càstig d'Hera, l'havia abandonat. De gran, va marxar cap a Tessàlia on va fundar Melitea. Allà va proclamar-se rei i governà com un tirà. Si alguna donzella era alabada per la seva bellesa, ell la manava raptar i la feia portar al seu palau, on s'hi ajuntava per força. N'hi va haver una, Àspalis, que li va agradar més que totes, i va ordenar que la conduïssin a la seva presència. Però la jove es va penjar abans de l'arribada dels soldats del rei. El seu germà Astígites (Άστυγίτης) va jurar que venjaria la seva germana. Es va posar els vestits d'Àspalis sense despertar sospites, ja que era molt jove, i va ocultar entre ells una espasa. Quan es va trobar davant del tirà, que estava desarmat i sense guàrdies, el va matar. Els habitants de la ciutat val llançar el cos al riu i van nomenar rei a Astígites. Quan van anar a buscar el cadàver d'Àspalis per fer-li uns funerals solemnes, van veure que havia desaparegut. Els déus havien reemplaçat el seu cos per una estàtua de fusta, a la qual es va adorar. Cada any, les donzelles de Melitea penjaven d'aquella estàtua una cabrideta encara no muntada, ja que Àspalis s'havia penjat encara donzella.